# 張中孚
张中孚（?—?），字信甫，自号长谷老人。安定县（今甘肃省宁县）人，金朝官员，世为安定望族，他的先祖自安定徙居张义堡（故地在今宁夏固原西南）。完颜亮时尚书左丞。
父张达在北宋为太师，封庆国公。宋徽宗时，张中孚以父任荫补承节郞，在宋朝官至知宁州、环州、镇戎州三州。宣和年间，渭帅刘錡走后，诸将推张中孚为帅。金军围太原，张达战殁，张中孚率十余骑入大军中，接出父尸逃到陕西，多次跟随吴玠、张浚与金军作战。官至知镇戎军兼安抚使。张浚离开到巴蜀，张中孚权张浚帅府事。金太宗天会八年（1130年），富平之战南宋战败后，完颜宗辅领兵至泾州，张中孚率部下将领以泾州归降金朝，完颜宗辅授他以镇洮军节度使，知渭州（今甘肃省平凉市），兼泾原路（治所今甘肃平凉）经略安抚使。他在泾原不实行刘豫什一法括民田，而实行原保甲法。金熙宗天眷元年（1138年），为陕西诸路节制使知京兆府。次年，金朝以河南、陕西归宋，张中孚随之入宋，留在临安，入朝为检校少傅。皇统元年（1141年），完颜宗弼再取河南、陕西，张中孚回到金朝，为行台兵部尚书，转任参知行台尚书省事。天德二年（1150年），拜参知政事。贞元元年（1155年），转任尚书左丞，封南阳郡王。贞元三年（1155年），转任济南府尹、南京留守。因老病辞职，封宿王。后改封崇王，五十九岁去世。

## 延伸阅读
[在维基数据编辑]
 《金史·卷79》，出自脱脱《遼史》